# ازدواج در اسلام

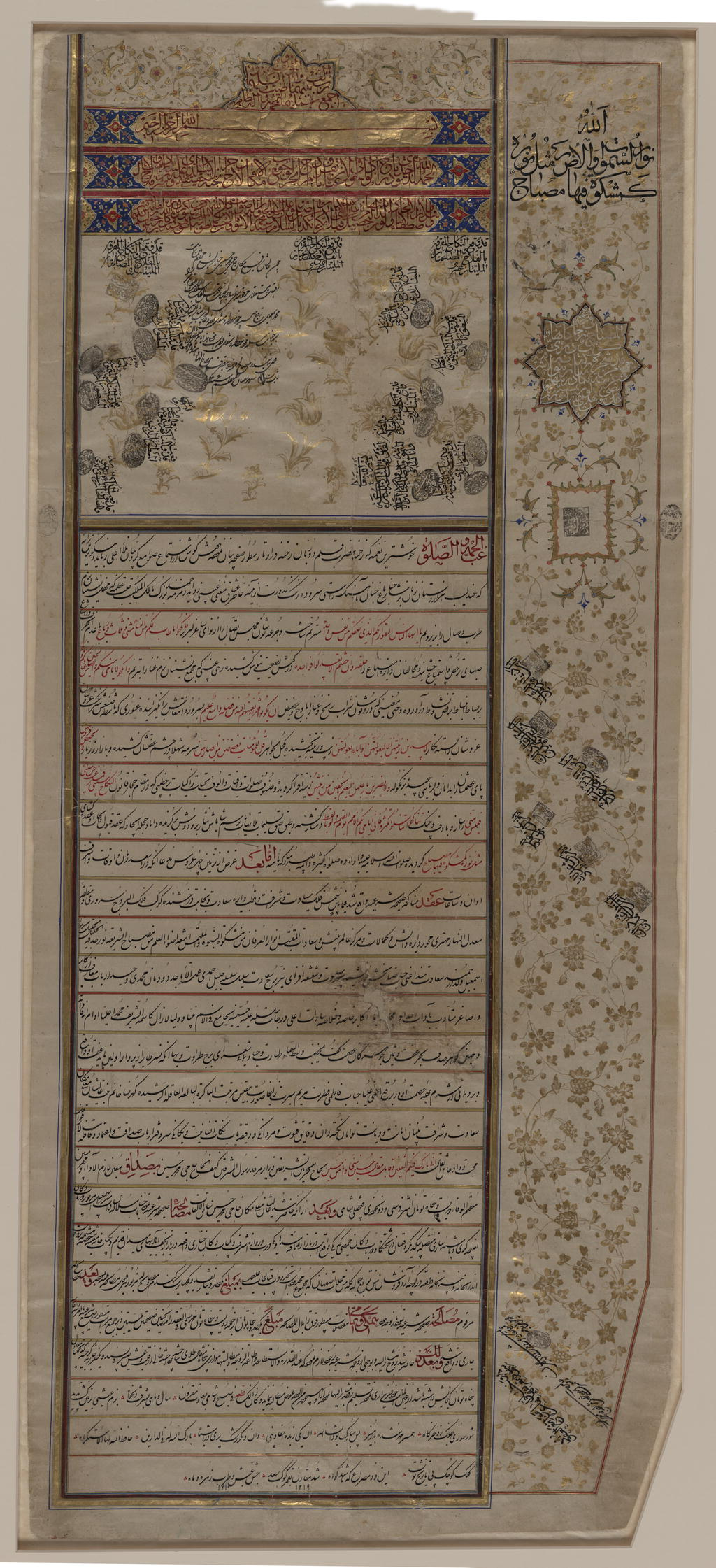
سند ازدواج اسلامی (شیعی) در ایران عصر قاجار به سال ۱۱۸۳ خورشیدی / ۱۸۰۴ میلادی

ازدواج در اسلام امری مستحب شمرده می‌شود ازدواج شرعی اصولاً با پیشنهاد زن (ایجاب) و پذیرش مرد (قبول) انجام می‌گیرد اما برعکس آن – یعنی پیشنهاد مرد و پذیرش زن – نیز که در عرف اغلب جوامع متداول است اشکالی ندارد. اهل سنت حضور دو گواه (شاهد) را برای صحت ازدواج لازم می‌دانند اما از دیدگاه شیعه، گواهی گواهان برای صحت عقد نکاح شرط نیست. در امر طلاق نیز شیعه حضور دو گواه را بایسته می‌شمارد اما اهل سنت نه. در ازدواج، طرفین می‌توانند خود خطبه عقد را به هر زبانی جاری سازند یا به شخص دیگری که واجب هم نیست که روحانی باشد، وکالت دهند تا آن‌ها را به عقد یکدیگر درآورد. به فتوای فقهای نامداری همچون صاحب جواهر در خواستگاری و گزینش همسر، بدون اینکه طرفین محرم شوند می‌توانند به بدن برهنه یکدیگر به‌جز عورت نگاه کنند که البته بعضی از فقهای دیگر این امر را محدود به بخش‌هایی از بدن مانند موها و سینه کرده‌اند. برابر قول مشهور در فقه شیعه اذن پدر یا جد پدری برای دختر بالغ باکره لازم نیست و دوشیزه خود مستقلاً می‌تواند ازدواج کند اما قول مشهور فقهای اهل سنت وجوب اذن ولی است. با این همه در میان فقهای معاصر شیعه تنها اقلیتی از فقها همچون محمد صادقی تهرانی و محمدصادق روحانی و مهدی هادوی تهرانی به استقلال دختر دوشیزه و عدم لزوم اذن ولی قائل هستند. چنانچه زن و شوهر جدا شوند (مانند طلاق در ازدواج دائم و انقضا یا بذل مدت در ازدواج موقت) یا شوهر بمیرد، زن برای ازدواج مجدد معمولاً باید چند عادت ماهانه را از سر بگذراند که به نگه داشتن عِدّه نامدار است. برای انعقاد ازدواج باید ۱۱ شرط قرآنی و ۱۳ شرط فقهی رعایت گردد که واپسین آن‌ها شرط فقهی جاری کردن خطبه عقد نکاح است. در گاهشماری رسمی ایران، روز ازدواج علی و فاطمه را که در یکم ذیحجه است «روز ازدواج» نام نهاده‌اند.

## ریشه‌شناسی
واژگان نکاح و زَواج در عربی برای پیوند زناشویی (ازدواج) به کار می‌روند. در قرآن از جمله در آیات حجاب واژهٔ نکاح به کار رفته که اغلب فقها با توسل به تفسیر خود از آن، زنان بازنشسته از نکاح (یائسه) را معاف از رعایت حجاب دانسته‌اند. کلمهٔ نکاح به هر دو مورد آمیزش جنسی و آمیزش عاطفی معنا شده است. ناصر مکارم شیرازی در کتاب النکاح می‌نویسد:
ارباب لغت و فقها در معنی کلمهٔ نکاح شدیداً اختلاف دارند و این اختلاف بر محور چهار قول دور می‌زند:
1. حقیقت در عقد است (نکاح یعنی عقد نکاح).
2. حقیقت در آمیزش جنسی و مُواقعه است.
3. مشترک بین عقد و مواقعه است.
4. در هیچ‌کدام حقیقت نیست و این معنی مَجاز است و بعضی گفته‌اند که معنی حقیقی آن اختلاط (مخلوط شدن) است.

معنای زنا در عرب جاهلی چندان روشن نیست؛ از جمله آورده‌اند که در جاهلیت کسی را زناکار می‌دانستند که با فردی از قبیلهٔ دیگر آمیزش می‌کرد. اما چندین نوع نکاح نیز در میانشان مرسوم و جایز بود که اسلام فقط یک گونه از آن‌ها را روا شمرده و سایر ازدواج‌ها را مصداق زنا دانست. انواع نکاح به شرح زیر بوده است:
- یکم، نکاح میان زن و یک مرد که به شیوهٔ کنونی آن نزدیک بوده است. نکاح‌های بُعوله (دائم) و مُتعه (موقت) و اَمه (کنیز) از اشکال آن بوده است.
- دوم، نکاح اِستِبضاع نام داشت که زن به درخواست شوهر برای بارداری فرزندی نجیب و شریف، با مردی شرافتمند همبستر می‌شد و شوهر اصلی تا زمان قطعیت بارداری از او دوری می‌جُست. گاهی نیز زن بی‌شوهر از مردان شریف چنین درخواستی می‌کرد.
- سوم، نکاح رَهط که نکاح گروهی کمتر از دَه مرد با یک زن بوده است که آن زن پس از زادن فرزند خود، او را به هر کدام از شوهران خویش که می‌خواست ملحق می‌کرد و کسی یارای مخالفت نداشت.
- چهارم، نکاح مُخادنه که در آن مرد یا زن به‌طور پنهانی، دوستی برای خود برمی‌گزید و با او آمیزش می‌کرد. هرگاه فرزندی زاده می‌شد، زن اعلام می‌کرد که آن فرزند برای فلان مرد است. در قرآن از این کسان به لفظِ جمع تعبیر شده – دوستان و نه یک دوست – و به افراد دارای همسر محدود است بنابراین برخی نکاح مخادنه را گونه‌ای از ازدواج گروهی رَهط فرض کرده‌اند با این تفاوت که علنی نیست:

… پس نکاح کنید آن زنان [برده/زیردست] را با اذنِ خانوادهٔ آن‌ها و اجرت‌هایشان [مهریه] را به پسندیدگی بدهید در حالی که از بدکاره‌ها و گیرندگانِ دوستانِ پنهان نباشند…— آیهٔ ۲۵ سورهٔ نسا
… زنانِ مُحصَن (کناره‌جو) از زنانِ مؤمن و زنانِ کناره‌جو از کسانی که پیش از شما به آنان کتاب داده شد [بر شما حلال است به شرطی که] اجرت‌هایشان [مهریه] را بدهید و کناره‌جویان باشید نه بدکاران و نه گیرندهٔ دوستانِ پنهان…— آیهٔ ۵ سورهٔ مائده
- پنجم، نکاح صاحب رایه، نکاح با زن دارای پرچم بر سر خانه که روسپی‌گری را پیشهٔ خود ساخته و از این راه درآمد کسب می‌کرد. مردان بی‌شماری می‌توانستند با او بیامیزند ولی پس از تولد فرزندش، قیافه‌شناسی را فرامی‌خواندند تا بچه را به یکی از مردان ملحق کند.

دربارهٔ گونهٔ پنجم نکاح، آمده است که تهیدستانی از مهاجرین، برای رفع تنگدستی خود به فکر نکاح با روسپی‌ها افتادند تا بدین‌سان از درآمد فاحشگی آنان برای گذران زندگی خود بهره ببرند. وقتی موضوع را با پیامبر در میان گذاشتند آیه‌ای در ممنوعیت نکاح با این زنان زناکار نازل شد. ابوالفتوح رازی (زادهٔ ۴۵۶ه‍.ش/۱۰۷۷م) چنین آورده است:
عکرمه گفت: آیت [۳ نور] در زنانی آمد زناکننده که در مکّه و مدینه بودند، و بسیار بودند، و از مشاهیرِ ایشان نُه زن بود و صواحبِ رایات [پرچم‌ها] [...] تا ایشان را به آن بشناختندی [...] و به خانهٔ ایشان الّا مشرکی یا زانی نرفتی. و در جاهلیت عادت بودی که مردمِ فرومایه، زنِ ناپارسا به زنی کردی به طمعِ کسبِ ایشان، و آن را طعمه بساختندی. جماعتی درویشانِ مسلمانان را اندیشه افتاد که همچنین کنند. از پیغامبر دستوری خواستند. خدای تعالی این آیت فرستاد و نهی کرد ایشان را از مُناکِحَت ایشان و امثالِ ایشان.
پنج گونهٔ دیگر نکاح عبارت بودند از:
- نکاح بَدَل یا تبدیل زنان: نکاح متقابل همسران یکدیگر که معمولاً موقتی بود.
- نکاح شِغار: نکاح متقابل دختران یکدیگر.
- نکاح ضَیزَن: نکاحِ زنِ پدر پس از مرگ او.
- نکاح جمع بین الاُختَین: نکاح همزمان دو خواهر.
- نکاح مُضامده: نکاح همسر خود به مرد ثروتمند در هنگام تنگ‌دستی.[پ][۲۲][۲۳][۲۴][۲۵][۲۶]

## خواستگاری
در اسلام خواستگاری و ازدواج با برخی کسان حرام است، برای نمونه مرد از زن شوهردار و زنی که در عِدّهٔ طلاق رِجعی است (یعنی شوهرش او را طلاق رجوع‌پذیر گفته) نمی‌تواند خواستگاری کرده و ازدواج کند، همچنین زن نیز مثلاً مردی از محارم خود را نمی‌تواند خواستگاری نموده و برای ازدواج برگزیند. دربارهٔ امکان خواستگاری از زنی که در عدّهٔ طلاق بائن (رجوع‌ناپذیر) و عدّهٔ وفات می‌باشد خواستگاری به کنایه - و نه به تصریح - جایز است. کودکان را هم می‌توان از ولیّ آن‌ها (پدر و پدربزرگ پدری هر چه بالاتر رود) خواستگاری کرد چون حق به ازدواج درآوردنشان با ایشان است و پس از بلوغ می‌توانند ازدواج را فسخ کرده یا بپذیرند. حتی شماری از فقیهان از جمله سید روح‌الله خمینی لذت جنسی از کودک شیرخوار را هم (بعد از ازدواج) جایز می‌دانند:
نزدیکی با زوجه قبل از تمام شدن نُه سال جایز نیست – نکاحش دائمی باشد یا منقطع – و اما سایر لذت‌ها مانند لمس نمودن با شهوت و بغل گرفتن و تفخیذ [یعنی لاپایی با] او حتی در شیرخوار، اشکالی ندارد.

 با اینکه در عرف مسلمانان خواستگاری از سوی مردان انجام می‌گیرد منعی برای خواستگاری زن از مرد وجود ندارد. همچنین در خواستگاری یا گزینش همسر می‌توان حجاب را رعایت نکرد، برای نمونه مرد می‌تواند به بخش‌هایی از بدن زن همچون سینه و موهای او نگاه کند. برخی از فقها همچون صاحب جواهر به جواز نگاه به همهٔ بدن زن به جز عورت (جلو و عقب پایین‌تنه) فتوا داده‌اند حتی اگر با لذت توأم باشد.

## شرایط و روش ازدواج شرعی
برای انجام ازدواج شرعی باید ۲۴ شرط - ۱۱ شرط قرآنی به‌علاوهٔ ۱۳ شرط فقهی - رعایت گردد که واپسین آن‌ها جاری کردن خطبهٔ عقد نکاح است. ازجمله برجسته‌ترین تفاوت‌های قرآن و فقه اسلامی این است که در قرآن صحت ازدواج به جاری کردن خطبهٔ عقد بستگی ندارد و هیچ اشاره‌ای بدان نشده است. همچنین در قرآن و نظر مشهور فقهی شیعه اذن ولی تنها برای ملک یمین (برده یا زیردست) لازم دانسته شده اما در میان فقهای معاصر شیعه تنها اقلیتی از علما به عدم لزوم اذن برای دختر دوشیزهٔ آزاد (غیرِبرده) فتوا داده‌اند، در فتاوای فقهای اهل تسنن نیز اذن ولی واجب است. دربارهٔ حضور دو گواه (شاهد) برای ازدواج که در فقه تسنن واجب است در قرآن ذکر نگردیده و در فقه شیعه نیز واجب دانسته نشده و مستحب است.

### شرایط مندرج در قرآن

#### ۱. نبود چهار زن دائم همزمان برای مرد در صورت وجود فرزندان یتیم
وَإِنْ خِفْتُمْ أَلَّا تُقْسِطُوا فِی الْیَتَامَیٰ فَانْکِحُوا مَا طَابَ لَکُمْ مِنَ النِّسَاءِ مَثْنَیٰ وَثُلَاثَ وَرُبَاعَ ۖ فَإِنْ خِفْتُمْ أَلَّا تَعْدِلُوا فَوَاحِدَةً أَوْ مَا مَلَکَتْ أَیْمَانُکُمْ ۚ ذٰلِکَ أَدْنَیٰ أَلَّا تَعُولُوا
و اگر بیم داشتید که دربارهٔ یتیمان دادگری نکنید، پس نکاح کنید از آنچه برای شما پاک است از زنان، دوگانه و سه‌گانه و چهارگانه، و اگر بیم داشتید که عدل نورزید پس یگانه‌زن یا از آنچه دست‌هایتان دارا شد [ملک یمین به معنای برده یا زیردست]. آن نزدیک‌تر است تا کژروی نکنید.
- قرآن، سورهٔ نسا، آیهٔ ۳

در فقه اسلامی مرد مطلقاً حتی با نبود یتیمان – اعم از اینکه خود زن یتیم بوده یا فرزند بی‌پدر داشته باشد – حق داشتن بیش از چهار زن دائم را ندارد (استیفای عدد). مطابق نظر مشهور در فقه شیعه شمار زن موقت محدودیت ندارد هر چند اقلیت فقها قائل به محدودیت مجموع زن دائم و موقت به عدد چهار هستند. چنانچه زن، شرط فعل مبنی بر ممنوعیت ازدواج دوبارهٔ شوهر را مقرر کرده باشد (بدین صورت که مرد تعهد کند که با زن دیگری ازدواج دائم یا موقت نکند) این شرط مانع از صحت ازدواج دوباره شوهر نیست اما از بابت نقض عهد گناهکار بوده و زن می‌تواند ضمانت اجراهایی همچون امکان وکالت در طلاق برای خود یا دریافت خسارت پولی دلخواه و مانند آنها از شوهر پیش‌بینی کند.

#### ۲. شوهردار نبودن زن
عمدتاً به سبب پیشگیری از اختلاط نطفه (گم شدن نسب) و ازدیاد کودکان بی‌سرپرست و فروپاشی خانواده این محدودیت وضع شده است.

#### ۳. سه‌طلاقه نبودن زن از مرد مورد نظر
سه‌طلاقه نبودن زن از مردی که ازدواج می‌کند یا در صورت سه‌طلاقه بودن ازدواج با محلل؛ اگر میان مرد و زن با رعایت شرایط، سه بار ازدواج و سه بار طلاق صورت گیرد، آن زن بر آن مرد حرام می‌شود و حلال شدن دوباره منوط به این است که آن زن با مردی دیگر ازدواج کند و پس از دخول طلاق گیرد تا بتواند با شوهر اسبق خود چهارباره ازدواج کند. در فقه اسلامی دربارهٔ کنیز حرمت با دو طلاق ایجاد می‌گردد.
منظور از «دخول» در تمام موارد کاربرد ولو در صورت عدم تصریح، دخول به اندازهٔ ختنه‌گاه در پیشِ زن (واژن) است که در نظر مشهور فقهی، پسِ زن (مقعد) را نیز در بر می‌گیرد؛ مگر در اِحصان و نیز ازالهٔ پردهٔ بکارت که اکثر فقها تنها ناظر به دخول در پیشِ زن می‌دانند هرچند اقلیتی برآنند که دخول از هر کدام از پیش و پس زن موجب تحقق ازاله بکارت و خروج از دوشیزگی می‌گردد.

#### ۴. در عِدّه نبودن زن
عدّه پس از دخول مرد به‌اندازهٔ ختنه‌گاه در پیشِ زن (واژن) – و نیز پسِ زن (مقعد) در نظر مشهور فقهی – بر عهدهٔ زن قرار می‌گیرد تا مدتی برای ازدواجِ دیگرباره صبر کند:
- عدّهٔ شوهرمُرده: ۴ ماه و ۱۰ روز.
- عدّهٔ زنی که در زمان بارداری، شوهرش بمیرد: پایان بارداری (در فقه اسلامی به شرط اینکه کمتر از ۴ ماه و ۱۰ روز نباشد)
- عدّهٔ زنی که در زمان بارداری از شوهرش جدا شود: پایان بارداری.
- عدّهٔ جدایی (طلاق، فسخ، انفساخ، انقضای مدت، بذل مدت): ۳ بار طُهر یا پاکی از عادت ماهانه. (فقه شیعه در ازدواج موقت، عدّهٔ جدایی را ۲ بار پاکی از عادت ماهانه در نظر می‌گیرد)
- عدّهٔ یائسه: بدون عدّه اما در صورت شک در یائسگی ۳ ماه. در فقه اسلامی عدّه وفات یائسه همچون دیگران ۴ ماه و ۱۰ روز است. سن فقهی یائسگی، پنجاه سال تمام قمری (برابر با ۴۸ سال و ۱۷۹ روز خورشیدی) است حتی اگر زنی در عمل، یائسگی دیررس یا زودرس نسبت به آن سن داشته باشد. البته کثیری از فقها سن یائسگی را برای زنانِ سیّده، استثنائاً شصت سال قمری (برابر با ۵۸ سال و ۷۸ روز خورشیدی) می‌دانند.[۵۵]
- عدّهٔ زنی که [با وجود اقتضای سن در فقه اسلامی] عادت ماهانه ندیده است: ۳ ماه (فقه شیعه در ازدواج موقت، عدّه را در این باره ۴۵ روز در نظر می‌گیرد)
- اگر زنی بخواهد بار دیگر با شوهر پیشین خود که اخیراً جدا شده ازدواج کند: ملزم به رعایت عدّه نیست.
- عدّه برای زن غیرمدخوله: زنی که به طرق دیگر جز دخول با مردی آمیزش کرده، به استثنای عدّهٔ وفات در صورت درگذشت شوهر، ملزم به رعایت هیچ عدّه‌ای نیست.[۵۶][۵۷]

گفتنی‌است افزون بر موارد یادشده، در فقه اسلامی:
- عدّهٔ زناکار: در فقه اسلامی، زنی که مرتکب زنا شده عدّه ندارد اما برخی از فقها با توجه به علت تشریع عدّه در قرآن (جلوگیری از گم شدن نسب یا بی‌پدر شدن فرزند) اِستِبرا یعنی دست کم یک بار پاکی از عادت ماهانه را واجب دانسته‌اند.[۵۸]
- عدّهٔ آمیزش اشتباهی و اجباری: در وَطی به شُبهه یعنی دخول جنسی حرام با گمانِ حلال بودن به‌طور کلی و نیز در زنای به عنف (تجاوز جنسی) هر دو زن باید عدّهٔ جدایی نگه دارند.[۵۹]
- عدّهٔ زنِ برده: عدّهٔ کنیز در همهٔ موارد یادشده نصف زن آزاد است.[۶۰][۶۱][۶۲]

بنابراین زن دارای چرخهٔ عادت ماهانه، در آمیزش جنسی با مردان از طریق دخول آلت تناسلی، علی‌الاصول در قالب ازدواج موقت: سالانه حداکثر با ۶ مرد و در قالب ازدواج دائم: سالانه حداکثر با ۴ مرد می‌تواند همخوابه شود، اما چنانچه آمیزش جنسی مادون دخول همانند رابطه دهانی و بوسه و… باشد محدودیتی نخواهد داشت.

#### ۷. اختلاف جنس
لواط حرام بوده و ازدواج همجنس‌ها ممکن نیست.

#### ۸. زناکار نبودن گزینهٔ همسری
زنا با دخول آلت تناسلی مرد به‌اندازهٔ ختنه‌گاه در واژن زن – و نیز مقعد زن در فقه اسلامی – محقق می‌شود. زناکار یعنی فرد آمیزنده با:
- محارم
- کناره‌جوی بی‌همسر (مسئلهٔ تجاوز جنسی) یا کناره‌جوی همسردار: فرد کناره‌جو از آمیزش جنسی اعم از اینکه مطلقاً کناره‌جو (بی‌همسر) بوده یا همسر داشته باشد، مُحصَن نامیده می‌شود. با این حال، در فقه اسلامی تنها کسی را محصن می‌نامند که دارای همسر دائم یا برده بوده، با وی آمیزش کرده (دخول از واژن زن) و با تفاوت‌هایی در مرد و زن دسترسی به وی برای آمیزش داشته باشد نه اینکه به‌واسطهٔ عواملی همچون سفر، حبس یا بیماری، همبستری منتفی باشد. البته دربارهٔ قَذف (توهین جنسی با نسبت دادن زنا و لواط به کسی) فرد مجرد نیز با داشتن بلوغ و خرد و آزادی (برده نبودن) و مسلمان بودن و حسب مورد زناکار یا لواط‌کار نبودن، محصن تلقی می‌شود.
- زن عِدّه‌دار؛ که به مثابه همسردار است.
- روسپی یعنی کسی که عادتاً عدّه را رعایت نمی‌کند و با افراد گوناگون از واژن همبستر می‌شود.

موارد یادشده از موجبات احتمال اختلاط نطفه و گم شدن نسب یا بی‌سرپرست شدن فرزند به‌واسطهٔ طرد وی بر اثر عواملی همچون بارداری از تجاوز جنسی و خیانت همسر و نبود پیوند خونی بوده‌اند.
با وجود این، در فقه اسلامی زنا تعریف گسترده‌ای داشته و طرفین در صورت عدم التزام به شرایط ازدواج فقهی من‌جمله صرف عدم انعقاد شفاهی خطبهٔ عقد حتی چنانچه همهٔ ۲۳ شرط دیگر را مراعات کرده و بی‌همسر و راضی به دخول جنسی باشند، باز هم زناکار و مستحق صد تازیانه خواهند بود.

#### ۹. مشرک نبودن گزینهٔ همسری
نمونه‌های شرک عبارتند از مواردی همچون اعتقاد به شراکت مستقل بت‌ها با خدا در تدبیر جهان، انکار قدرت خداوند در برپایی رستاخیز و زنده کردن مردگان، ارجح شمردن بت‌ها در عمل از جمله تقدیم قربانی بهتر به به بت‌ها.

#### ۱۱. اجازه گرفتن برای ازدواج از مالک برده
وَ مَنْ لَمْ یَسْتَطِعْ مِنکُمْ طَوْلًا أَنْ یَنکِحَ الْمُحْصَنَاتِ الْمُؤْمِنَاتِ فَمِنْ مَا مَلَکَتْ أَیْمَانُکُمْ مِنْ فَتَیَاتِکُمُ الْمُؤْمِنَاتِ وَ اللَّهُ أَعْلَمُ بِإِیمَانِکُمْ بَعْضُکُمْ مِنْ بَعْضٍ فَانکِحُوهُنَّ بِإِذْنِ أَهْلِهِنَّ وَ آتُوهُنَّ أُجُورَهُنَّ بِالْمَعْرُوفِ…
و هر کس از شما توانایی فراخی ندارد تا با زنانِ کناره‌جوی مؤمن نکاح کند پس از آنچه دست‌هایتان دارا شد از جوانانِ [کنیزِ] مؤمن [نکاح کند] و خدا به ایمانِ یکایک شما داناتر است. پس نکاح کنید آن زنان را با اذنِ خانوادهٔ آن‌ها و اجرت‌هایشان (مهریه) را به پسندیدگی بدهید…
- قرآن، سورهٔ نسا، بخشی از آیهٔ ۲۵

چنانچه فرد مورد نظر، آزاد نبوده و برده باشد (در اصطلاح آیات قرآن: ملک یمین به معنای آنچه دست‌هایتان/سوگندهایتان دارا شد) باید از مالک برده برای نکاح اذن گرفته شود.
گفتنی‌است در قرآن واژه‌ای همچون «رَقَبه» صراحتاً به معنای «برده» به کار رفته است اما ملک یمین چنین وضعی ندارد و نظر به همین مسئله، دسته‌ای ملک یمین را کسی می‌دانند که به‌واسطهٔ تنگدستی، پیمانی با توانگری بسته و در قبال تأمین درآمد و سرپناه، خدمتکار و زیردست شده و اختیار خود ازجمله در نکاح و همبستری را به زبردست خویش سپرده بود.
برابر فتوای اغلب فقهای شیعه، اذن ولی برای ازدواج دختر بالغ دوشیزه شرط نیست. با این حال مطابق فتوای بعضی از فقیهان که اقلیت فقهای شیعه - ولی اکثریت فقهای معاصر شیعه - را تشکیل می‌دهند، اذن ولی (یکی از پدر یا پدربزرگ پدری یا پدرِ پدربزرگ پدری و الی آخر) یا حاکم شرع که امروزه دادگاه شمرده می‌شود برای دخترِ بالغِ دوشیزه حتی اگر برده نبوده و آزاد باشد نیز واجب یا احتیاط واجب است ولو در اثر عوامل طبیعی همچون ورزش، بکارت خود را از دست بدهد. قول مشهور در فقه اهل سنت نیز لزوم اذن ولی است. با این همه برخی از فقهای قائل به لزوم اذن ولی، با تفکیک ازدواج دائم و موقت، استقلال دختر در ازدواج موقت را به رسمیت شناخته اما در ازدواج دائم او را محتاج اجازه از پدر یا جد پدری می‌دانند و برعکس بعضی فقها در ازدواج موقت محتاج اجازه ولی می‌دانند اما در ازدواج دائم نه. بعضی نیز به شرط عدم ازاله بکارت، اذن ولی را واجب نمی‌دانند. بدیهی‌است در اینکه دختر غیردوشیزه (ثَیِّبه) از طریق دخول، نیازی به اذن ولی ندارد اختلافی نیست.
بنابراین روی هم رفته:
- قول مشهور در فقه شیعه، عدم لزوم اذن ولی برای دختر بالغ دوشیزه است:[۸۶]

شیخ طوسی در کتاب تبیان، سید مرتضی، ابن جنید، سلار دیلمی، ابن ادریس، علامه حلی در کتاب تذکره و قواعد، شهید اول، شهید ثانی، محقق کرکی و صاحب جواهر بر این نظرند. به نوشته فاضل لنکرانی: «آنچه بین قدما و متأخرین مشهور است این است که دختر در نکاح مستقل است و اجازه ولی لازم نیست، کما اینکه سید مرتضی در این باره ادعای اجماع کرده است». محمدجواد مغنیه نیز می‌نویسد که اکثریت فقهای امامیه در مورد بالغه رشیده اذن ولی را در نکاح لازم نمی‌دانند. صاحب جواهر در این باره می‌نویسد: «بارزترین روایاتی که در مورد ولایت پدر موجود است بر سقوط آن تصریح دارد و اینکه دختر باکره در ازدواج دائم و موقت بر خودش ولایت دارد و روایت مثبت ولایت دارای ضعف سند می‌باشند». محقق کرکی در جامع المقاصد نوشته که «مستحب است دختر بدون اجازه پدر و مادر اقدام به نکاح نکند» محقق حلی در کتاب شرائع‌الاسلام (قرن هفتم هجری) نظر مشهور و دیدگاه خود را عدم ولایت پدر بر دختر رشیده باکره ذکر می‌کند. شهید اول در لمعه (قرن هشتم) و شهید ثانی در شرح لمعه (قرن دهم) نظر صحیح‌تر را عدم ولایت پدر بر دوشیزهٔ بالغ و رشیده و عدم لزوم حضور ولی در هنگام ازدواج نوشته‌اند.
- در میان فقهای معاصر:
  - عدم وجوب: محمدصادق روحانی،[۹۲] سید محمد حسینی شاهرودی،[۹۳] محمد صادقی تهرانی، عبدالکریم موسوی اردبیلی[۹۴] و مهدی هادوی تهرانی[۹۵][۹۶] محمدعلی گرامی[۹۷][۹۸] معتقدند که اذن ولی برای دختر بالغ دوشیزه (بر اساس نظر مشهور نُه سالهٔ قمری و غیرمشهور پس از بلوغ جنسی) که خیر و صلاح خود را تشخیص می‌دهد، لازم نیست.
  - احتیاط واجب: ناصر مکارم شیرازی، محمدعلی اراکی، محمد فاضل لنکرانی، لطف‌الله صافی گلپایگانی، حسین وحید خراسانی، ابوالقاسم خویی،[۹۹] سید صادق شیرازی[۱۰۰] و سید علی خامنه‌ای[۱۰۱] گرفتن اجازه از ولی را «احتیاط واجب» دانسته‌اند؛ نظر احتیاطی به این معناست که فقیه به قطعیت در موضوع نرسیده و حکم یا فتوا صادر نمی‌کند ولی بر اساس اصل احتیاط آن را توصیه می‌کند.
  - واجب: سید روح‌الله خمینی، سید موسی شبیری زنجانی، میرزا جواد تبریزی، حسین نوری همدانی و سید علی سیستانی[۱۰۲] واجب دانسته‌اند.

در هر حال بیشتر فقیهانی هم که اذن ولی را واجب می‌دانند آن را شرط لزوم می‌شمارند نه شرط صحت؛ یعنی عدم اذن از ولی گناهی مجزا از سوی شوهر بوده و نکاح باطل نیست بلکه باید زن را طلاق بدهد اما آمیزش جنسی بین زن و مرد تا زمان طلاق صحیح و مشروع است. همچنین اگر دختری اقدام به آمیزش جنسی مشروع یا نامشروع کند و دوشیزگی خود را از دست بدهد دیگر اجازه ولی برای او حتی طبق نظر قائلان به وجوب اذن هم واجب نیست.
با این همه برابر ماده ۱۰۴۳ قانون مدنی ایران مصوب سال ۱۳۱۳ خورشیدی اذن ولیّ یا معرفی شوهر به دفتر ازدواج و ابلاغ به پدر یا جد پدری و گذشت ۱۵ روز، برای ثبت ازدواج دائم یا موقت دختر دوشیزه قانوناً الزامی بود که در بازنگری سال‌های ۱۳۶۱ و ۱۳۷۰ تشخیص دادگاه جایگزین معرفی به دفتر ازدواج شد. در هر حال عدم اذن ولی یا دادگاه و متعاقب آن عدم ثبت ازدواج لطمه‌ای به صحت شرعی نکاح نمی‌زند.

### شرایط فقهی
در فقه اسلامی علاوه بر ۱۱ شرط یادشده در قرآن، ۱۳ مورد زیر نیز باید رعایت شود:

#### ۱۲. عدم ارتداد یا بازگشت از اسلام
به هیچ‌گونه کیفری دربارهٔ ارتداد در قرآن اشاره نشده اما در فقه اسلامی احکام مفصلی برای آن وضع گردیده ازجمله اینکه عقد نکاح با مُرتَد باطل بوده و اگر ازدواج پیش از ارتداد صورت گرفته باشد موجب انحلال ازدواج می‌گردد و مرتد مسلمان‌زاده نیز حتی در صورت توبه اعدام شده اما مرتد جدیدالاسلام توبه‌اش پذیرفته می‌شود.

#### ۱۳. همتایی و کُفو بودن در دین
کفو بودن در دین و مذهب ارتباطی به طبقهٔ اقتصادی یا اصالت خانوادگی ندارد؛ در فقه اسلامی ازدواج مرد مسلمان تنها با کافر کتابی زن (زرتشتی، یهودی، مسیحی) جایز است و نکاح زن مسلمان با کافر کتابی مرد حرام است. در فقه شیعه به‌طور کلی ازدواج دائم با کفار اعم از کتابی و غیرِکتابی حرام بوده و مرد شیعه فقط جواز ازدواج موقت با کافر کتابی زن را دارد.
الْیَوْمَ أُحِلَّ لَکُمُ الطَّیِّبَاتُ ۖ وَطَعَامُ الَّذِینَ أُوتُوا الْکِتَابَ حِلٌّ لَکُمْ وَطَعَامُکُمْ حِلٌّ لَهُمْ ۖ وَالْمُحْصَنَاتُ مِنَ الْمُؤْمِنَاتِ وَالْمُحْصَنَاتُ مِنَ الَّذِینَ أُوتُوا الْکِتَابَ مِنْ قَبْلِکُمْ إِذَا آتَیْتُمُوهُنَّ أُجُورَهُنَّ مُحْصِنِینَ غَیْرَ مُسَافِحِینَ وَلَا مُتَّخِذِی أَخْدَانٍ…
امروز برایتان پاکیزه‌ها و خوراکیِ کسانی که به آنان کتاب داده شد [زرتشتی و یهودی و مسیحی] حلال گشت. برایتان حلال است و نیز خوراکی شما برای آنان حلال است و نیز زنان مُحصَن (کناره‌جو) از زنان مؤمن و زنان کناره‌جو از کسانی که پیش از شما به آنان کتاب داده شد [بر شما حلال است] زمانی که اجرت‌هایشان (مهریه) را بدهید و کناره‌جویان باشید نه بدکاران و نه گیرندهٔ دوستان پنهان (نکاح مُخادنه)…
- قرآن، سورهٔ مائده، بخشی از آیهٔ ۵

#### ۱۴. همتایی و کفو بودن در مذهب
در فقه تشیع، مسلم یا مسلمان به اهل سنت اطلاق می‌شود و مؤمن به شیعه. کفائت یا کفو بودن در ایمان (تشیع) واجب است البته بعضی از فقها در صورتی که بیم تسلط بر زن نباشد ازدواج زنان مؤمن (شیعه) با مسلمین (سنی‌ها) را جایز شمرده‌اند. مرد شیعه محدودیتی در ازدواج با زن سنی ندارد.

#### ۱۷. نبود حرمت‌های ابدی دهگانه (افزون بر حرمت‌های ابدیمحارم)
۱–۱۷. حرمت ابدی اگر در حال احرام و با علم به حرمت ازدواج کند، زن و مرد بر یکدیگر حرام ابدی می‌شوند و پس از آن نیز هرگز نمی‌توانند با یکدیگر ازدواج کنند.
۲–۱۷. حرمت ابدی لعان؛ اگر شوهر، زن خود را به زنا متهم کند و گواهانی بر ادعای خود نداشته باشد، برای رهایی از حد قذف (هشتاد تازیانه) می‌تواند با پنج بار سوگند زن خود را لعان کند؛ پس از آن زن نیز با پنج سوگند، از خود دفاع کند. به سبب این حکم، حد قذف از شوهر و حد زنا از زن برداشته شده و زن و شوهر، ضمن جدایی از یکدیگر تا پایان عمر بر همدیگر حرام می‌شوند. لعان در ازدواج موقت راه ندارد.
در این باره، قرآن با وجود توضیح لعان به جدایی و حرمت ابدی اشاره نکرده است.
۳–۱۷. حرمت ابدی در نُه‌طلاقه بودن؛ زنِ هر شوهری که به نُه طلاق که شش تای آن عِدّی است مطلّقه باشد بر آن مرد حرام ابدی می‌شود. در خصوص حرمت ابدی با شش یا نه طلاق برای کنیز اختلاف نظر وجود دارد. طلاق عدّی عبارت است از طلاق رجعی که شوهر در زمان عدّه رجوع و بر زن دخول می‌کند.
۴–۱۷. حرمت ابدی چنان‌که با علم به موضوع و حکم حرمت نکاح در زمان عده با زن ازدواج انجام شود.
۵–۱۷. حرمت ابدی چنان‌که دخول در عدّه صورت گیرد ولو آنکه طرفین جاهل به حرمت باشند.
۶–۱۷. حرمت ابدی در زنا با زن شوهردار یا زن در عدّهٔ طلاق رجعی که در آن شوهر حق رجعت و برگشت به زن خود را بدون طی تشریفات ازدواج دارد. مرد مذکور نمی‌تواند بعداً با زن شوهردار یا در عدّهٔ طلاق رجعی ولو پس از جدایی وی از شوهرش به صورت مشروع ازدواج کند.
۷–۱۷- حرمت ابدی در ازدواج با زن شوهردار یا زن در عدّهٔ طلاق رجعی که در آن شوهر حق رجعت و برگشت به زن خود را بدون طی تشریفات ازدواج دارد. ازدواج با زن شوهردار یا در عدهٔ طلاق رجعی چنان‌که با علم به حرمت باشد بدون دخول نیز موجب حرمت ابدی است اما در صورت جهل فقط با دخول، حرمت ابدی جاری می‌گردد.
۸–۱۷. حرمت ابدی میان لواط‌کار فاعل و بالغ با مادر (هر چه بالاتر رود) و خواهر و دخترِ (هر چه پایین‌تر رود) مرد مفعولی که دخول در او کرده است برقرار می‌شود و او نمی‌تواند با آن‌ها ازدواج کند.
۹–۱۷. حرمت ابدی اگر فاعل لواط‌کار، نابالغ باشد برای ازدواج پدر او با کسان یادشده برقرار می‌شود.
۱۰–۱۷. حرمت ابدی اِفضای نابالغ؛ دخول در دختر نابالغ حرام است و چنانچه دخول موجب اِفضا (یکی شدن مجرای ادرار و واژن) شود، شوهری که مرتکب این امر می‌گردد ازدواجش با آن دختر نابالغ فسخ شده و تا ابد بر یکدیگر حرام گشته و امکان ازدواج مجدد با همدیگر نخواهند داشت هرچند دیه و مهریه و نفقهٔ دختر افضاشده تا زمان مرگ بر عهدهٔ مرد افضاکننده خواهد بود.

#### ۱۸. بلوغ یا در صورت عدم بلوغ، اذن توأمان ولیّ کودک و حاکم شرع (امروزه دادگاه خانواده)
ازدواج با دختر نابالغ، مشروع اما دخول از پیش یا پس به دختر نابالغ حرام است؛ دختر پس از بلوغ می‌تواند ازدواج را بپذیرد یا رد کند که در این صورت ازدواج فسخ شده و مطلقه محسوب نمی‌گردد. در قانون ایران با مصوبهٔ مجمع تشخیص مصلحت نظام و بازنگری ماده ۱۰۴۱ قانون مدنی ایران در سال ۱۳۸۱، سن ازدواج دختران ۱۳ سال خورشیدی و پسران ۱۵ سال خورشیدی مقرر شده و برای کمتر از سنین یادشده نیز اذن ولیّ کودک و حاکم شرع (دادگاه) توأمان لازم است.
سن بلوغ شرعی در نظر مشهور فقهی و قانون ایران، نُه سال قمری معادل ۸ سال و ۸ ماه و ۲۲ روز شمسی برای دختر و پانزده سال قمری معادل ۱۴ سال و ۶ ماه و ۱۷ روز شمسی برای پسر است با این حال اقلیتی از فقها همچون محمداسحاق فیاض و یوسف صانعی سیزده سال قمری را سن تکلیف دختران دانسته‌اند و در فتاوای برخی دیگر از مراجع تقلید همانند محمدهادی معرفت و محمدابراهیم جناتی بروز عادت ماهانه در دختران و احتلام در پسران، ملاک تعیین بلوغ شرعی و سن تکلیف قرار داده شده است.

#### ۱۹. شناخت کیستی گزینهٔ همسری
باید هویت گزینهٔ همسری دانسته شود بدین معنا که به تصور اینکه کس دیگری است با وی ازدواج نکند. به غیر از هویت، اشتباه در اوصاف همسر مانند پیشه و تحصیلات چنانچه به‌واسطهٔ تدلیس و فریب بوده ازدواج را باطل نمی‌کند اما حق فسخ را در صورتی که ازدواج بر مبنای این اوصاف بنا شده باشد به فریب‌خورده می‌دهد.

#### ۲۰. تعیین مدت
تعیین مدت در ازدواج موقت واجب است اما در ازدواج دائم راه ندارد. برخی از فقها برآنند مدت در ازدواج موقت باید به اندازهٔ طول عمر طبیعی انسان باشد و بیش از آن، ازدواج موقت را تبدیل به ازدواج دائم می‌کند یا از اساس باطل است.

#### ۲۱. تعیین اُجرَت[۱۳۳][۱۳۴][۱۳۵][۱۳۶][۱۳۷][۱۳۸](صداق،[۱۳۹]فریضه،[۱۴۰]مهریه، کابین)
تعیین میزان مهریه فقط در ازدواج موقت واجب است و مهریه یا اجرت زن دائم در صورت عدم تعیین به دست حاکم شرع (دادگاه) معین می‌شود. تعیین شیربها و باشلیق که به خانوادهٔ زن داده می‌شود در شرع نیست اما اگر آن را به عنوان جُعاله در مقابل عمل مباحی دریافت کنند (مانند اینکه پدر یا برادر عروس برای وساطت، پول می‌گیرند تا رضایت زن را برای ازدواج با مرد جلب کنند یا اینکه خود مرد، مبلغی را با رضایت به آنان می‌بخشد) در این صورت دریافت آن حلال است. اما اگر مرد آن را با میل و رضایت نمی‌دهد؛ بلکه برای این است که خانواده زن مانع ازدواج آنان نشوند، در این صورت دریافت آن حرام است هر چند به صحت اصل ازدواج لطمه‌ای نمی‌زند. در قرآن تعیین اجرت (مهریه) واجب نیست اما پرداخت آن در صورت تعهد واجب است. با این حال به برخوردار کردن همسر به‌اندازهٔ توان خود در هنگام طلاق تأکید شده است.

#### ۲۲. شرط نکردن شروط باطل و مُبطِلِ عقد نکاح
- پاره‌ای از شروط ضمن عقد مانند حق وکالت در طلاق یا شرط تعیین مسکن مشترک از سوی زن در ازدواج دائم یا شرط نفقه و ارث‌بری از همسر و حق وکالت در بذل مدت باقی‌مانده در ازدواج موقت صحیح هستند. البته شرط توارث در ازدواج موقت امری اختلافی بوده و دسته‌ای از فقها و حقوقدانان علی‌رغم اطلاق آیه قرآن[۱۴۳] آن را شرطی باطل و خلاف شرع دانسته و با عدم تصریح در قانون، مخالف قانون نیز می‌دانند.[۱۴۴]
- برخی شروط همچون آموزش زبان خارجه در یک روز در این مورد به سبب غیرمقدور بودن باطل بوده اما به صحت خود عقد نکاح لطمه‌ای نمی‌رساند.
- اما در شروط باطل و مُبطِل عقد نکاح همانند اینکه زن و شوهر به یکدیگر محرم نشوند خلاف مقتضای ذات عقد نکاح بوده، هم شرط و هم ازدواج باطل می‌گردد.[۱۴۵]

#### ۲۳. عقل
در صورتی که مرد و زن خودشان، عاقد و خوانندهٔ خطبهٔ عقد نکاح باشند عقل نیز شرط است. دیوانه به‌واسطهٔ ولیّ خود می‌تواند ازدواج کند. روحانی بودن یا حتی مرد بودن در عاقد، شرط نیست و هر یک از زنان نیز شرعاً می‌توانند عاقد شوند. با این همه برابر نظامنامهٔ دفاتر ازدواج و طلاق مصوب ۱۴۰۱ (و سایر آیین‌نامه‌های منسوخ پیشین) در ایران زنان قانوناً نمی‌توانند به سمت رسمی سردفتر ازدواج و طلاق برگزیده شوند.

#### ۲۴. ظهور اراده با الفاظ خطبهٔ عقد نکاح
با رعایت ۲۳ شرط یادشده واجب است شرط نهایی یعنی ظهور اراده نیز با خطبهٔ عقد نکاح محقق گشته و قصد عقد ازدواج و رضایت به آن با لفظ و شفاهی بیان شود. خطبهٔ عقد نکاح با مضمون جملات زیر خوانده می‌شود:
خطبهٔ عقد ازدواج دائم:
- زن در آغاز ایجاب می‌کند یعنی پیشنهاد داده و می‌گوید:

زَوَّجتُکَ نَفْسی: تو را به زناشوییِ خویشتن درآوردم.
- سپس مرد قبول کرده یعنی پذیرا شده و پاسخ می‌دهد:

قَبِلتُ: پذیرفتم.
خطبهٔ عقد ازدواج موقت (مُتعه، نکاح مُنقَطِع، صیغهٔ موقت):
- زن در آغاز ایجاب می‌کند یعنی پیشنهاد داده و می‌گوید:

زَوَّجتُکَ نَفْسی فِی الْمُدَّةِ الْمَعلومَةِ عَلَی الْمَهرِ الْمَعلوم: تو را به زناشوییِ خویشتن درآوردم برای زمانی دانسته و کابینی دانسته.
- سپس مرد قبول کرده یعنی پذیرا شده و پاسخ می‌دهد:

قَبِلتُ: پذیرفتم.
سایر احکام صیغهٔ ازدواج:
1. در شرع این زن است که ایجاب کرده و پیشنهاد ازدواج را می‌دهد اما فقها جابجایی عرفی ایجاب و قبول (بله گفتن زن) را مانع صحت عقد ندانسته‌اند.
2. توالی عرفی ایجاب و قبول یعنی فاصله نیفتادن بیش از اندازه در گفتن صیغه عقد نکاح واجب است.
3. دربارهٔ افراد ناتوان از سخن گفتن، ابراز اراده به هر طریق پذیرفته می‌شود.
4. برای افراد توانا در سخن گفتن، صرف نوشتن خطبه بسنده نیست اما از راه مکالمه ولو بدون حضور، به صورت تلفنی یا از راه گفتگو و ضبط صدا در فضای مجازی با رعایت توالی عرفی جایز است.[۱۵۱]
5. نگفته پیداست که زن و مرد مطابق شروط ۲۰ و ۲۱ هر دو باید به مدت نکاح و مقدار کابین (مهریه) در ازدواج موقت، آگاهی و توافق داشته باشند.
6. برابر نظر گروهی از فقها، خطبهٔ عقد نکاح به هر زبانی از جمله فارسی می‌تواند خوانده شود. فقهای دیگری نیز در صورت ناتوانی از خواندن به عربی، خواندن خطبهٔ عقد به سایر زبان‌ها را جایز دانسته‌اند.[۱۵۲][۱۵۳]
7. علاوه بر موارد یادشده، در قانون حمایت خانواده ایران مصوب ۱۳۹۱ ثبت ازدواج دائم مطلقاً و ثبت ازدواج موقت در صورت بارداری زن یا شرط کردن شفاهی یا کتبی او نیز لازم است اما این امر مانع از صحت نکاح نبوده و فقط شوهر از باب اخلال در نظم عمومی افزون بر الزام به ثبت نکاح به کیفر زندان از ۹۱ روز تا ۶ ماه یا جزای پولی ۸۰ تا ۱۶۵ میلیون تومان (بازنگری جزای نقدی مصوب هیئت وزیران ۱۴۰۳[۱۵۴]) محکوم می‌گردد.[۱۵۵]